# MacOS Ventura
macOS Ventura (version 13) est la dix-neuvième version majeure de macOS, le système d'exploitation des Macintosh d'Apple, succédant à macOS Monterey. Annoncé lors de la WWDC 2022 le 6 juin 2022,,, le système d'exploitation porte le nom de la ville de Ventura située en Californie, poursuivant l'habitude de donner un nom inspiré de lieux emblématiques de Californie, qui a cours depuis OS X Mavericks.
La première version destinée aux développeurs est sortie le même jour que la WWDC tandis que la bêta publique a été rendue disponible au public le 11 juillet 2022. La version finale a été publiée le 24 octobre 2022.

## Configuration requise
macOS Ventura prend en charge les Mac équipés d'une puce Apple Silicon et ceux dotés d'un processeur Intel à partir de la septième génération (Kaby Lake) ou ultérieurs. Les machines de 2013 à 2017 sont privées de cette mise à jour. Les appareils pris en charge sont donc :
- iMac 2017 et plus récents ;
- iMac Pro ;
- MacBook 2017 ;
- MacBook Air 2018 et plus récents ;
- MacBook Pro 2017 et plus récents ;
- Mac mini 2018 et plus récents ;
- Mac Studio 2022 et plus récents;
- Mac Pro 2019 et plus récents.

## Fonctionnalités

### Nouveautés et changements
macOS Ventura ajoute de nombreux changements et de nouvelles applications liées à de la productivité ; certaines nouvelles applications ont été portées d'iOS et d'iPadOS. On notera :
- Météo pour le Mac[7].
  - À ce titre, le widget Météo ne redirigera plus sur le site web de The Weather Channel.
- Horloge pour le Mac : une application qui affiche les différentes heures dans le monde, permet de gérer des alarmes, des chronomètres et des minuteurs[8].
  - À ce titre, le widget Horloge ne redirigera plus vers la section « Date et heure » de Préférences Système.
- Stage Manager, un nouvel outil pour organiser ses fenêtres sur le bureau[9],[10].
- Améliorations de la recherche, de l'organisation des courriels et de la mise en page dans Mail[11],[12].
- Résultats de recherche plus pertinents dans Spotlight[13],[14].
- Une nouvelle version de Safari intégrant le partage d'onglets groupés et « Codes d'accès », une technologie qui permet à l'utilisateur de s'authentifier sur des sites et des applications sans utiliser de mots de passe, ainsi qu'une barre latérale revue[15].
- Mise à jour sur l'app Messages, qui permet d'éditer ou d'annuler l'envoi de iMessages récemment envoyés.
- Handoff pour FaceTime : possibilité de transférer un appel d'un appareil Apple vers un autre[11],[14].
- Nouvelles fonctionnalités pour la visioconférence, dont la possibilité d'utiliser un iPhone comme webcam[11],[16].
- Refonte complète de Préférences Système, qui change d'ailleurs de nom pour devenir Réglages Système. Les différentes catégories sont désormais présentées sous la forme d'une barre latérale à l'instar de l'app Réglages sur iOS et iPadOS[11],[17].
- La fenêtre « À propos de ce Mac » possède une nouvelle interface[18].
- La photothèque partagée iCloud permet à plusieurs personnes (des membres d'un partage familial iCloud) d'ajouter, d'éditer et de supprimer des photos d'une même photothèque.
- Tableau de bord Game Center revisité[19].
- Refonte visuelle de l'app Livre des polices[20].
- Freeform, une application de productivité imitant un tableau blanc numérique pour la collaboration en temps réel[19],[11].
- Prise en charge d'itinéraires à plusieurs étapes dans Plans[11].
- Mise à jour du design de Siri pour correspondre à celui sur iOS et iPadOS[11].
- Prise en charge du codec vidéo AV1 et du format d'image AVIF[21].

### Fonctions supprimées
- L'app Aperçu n'affiche plus les fichiers PostScript (.ps) et Encapsulated PostScript (.eps)[22]. Il reste néanmoins possible de continuer à les imprimer en glissant les fichiers dans la file d'attente d'impression[23],[22].
- L'utilitaire de réseau a été supprimé[réf. nécessaire].
- Les pages d'aide liés à la communication par modems ont été retirées[24].

## Rupture et incompatibilités
Un problème non résolu affecte actuellement toutes les applications sur macOS Ventura basées sur le toolkit GTK3, rendant l'application insensible à certains mouvements de la souris. Inkscape 1.2.2 est affecté et le site web d'Inkscape recommande de ne pas l'installer sur Ventura tant qu'une solution stable n'est pas disponible,.

## Autres problèmes connus
- Un bug empêche les utilitaires de sécurité d'accéder à l'entièreté des volumes à vérifier[27],[28].

- L'entrée Unicode Hex ne fonctionne pas si le numéro du point de code à quatre chiffres est 0xx0 (le premier et le quatrième chiffres sont nuls)[29] – résolu dans Ventura 13.3.